# 丙戊酸
丙戊酸（英語：valproic acid，VPA）又称2-丙基戊酸，药物的形式为丙戊酸钠（sodium valproate）或丙戊酸镁（magnesium valpoate），原厂商品名 Depakine（帝拔癫、德巴金），為一種治療癫痫及躁鬱症的藥物，且可以預防偏頭痛。該藥可預防失神性癲癇發作、部分性癲癇發作，以及全面性癲癇發作。丙戊酸可由靜脈注射或口服給藥，另有長效配方。
常見副作用包含噁心、嘔吐、嗜睡，及口乾。嚴重副作用則包含肝臟問題，因此建議常規進行肝功能檢查。其他嚴重風險因子包含胰腺炎和增加自殺風險，但因人而異。目前已知妊娠期間用藥對胎兒發育有嚴重威脅，因此孕婦不建議使用此藥治療偏頭痛。目前該藥物的藥理機轉尚不明朗。
丙戊酸於1881年首次合成，並於1962年上市做為醫療用途。該藥列名世界卫生组织基本药物标准清单之中，為基礎公衛體系必備藥物之一。該藥物為學名藥，在開發中國家每日劑量批發價約為0.14至1.52美元，在美國同樣劑量約0.90美金。

## 藥理

### 藥效學
儘管丙戊酸钠的作用機理還沒有被充分的瞭解,一般來説, 它的抗驚厥作用被歸因於對鈉離子通道的封鎖和提高腦内γ-氨基丁酸 (GABA）的水平。丙戊酸钠的GABA能作用也被認爲對它的抗躁狂性質有貢獻。在動物體内, 丙戊酸鈉能提高大腦和小腦中抑制性神經遞質GABA的水平, 很可能通過抑制GABA降解酶, 如GABA轉氨酶, 琥珀酸半醛脫氫酶和通過抑制神經細胞對GABA的再攝取而實現。
通過Kv7.2通道和AKAP5對神經遞質引導的神經細胞過度興奮的預防也可能對它的作用機理有貢獻。此外, 它已被證明可以防止癲癇發作引起的phosphatidylinositol (3,4,5)-trisphosphate (PIP3)的減少，這也是一個可能的治療機理。
丙戊酸也具有組織蛋白去乙醯酶抑制劑效應。對组蛋白脱乙酰酶的抑制,通過促進更多的轉錄活性染色質結構, 可能呈現出丙戊酸的許多神經保護效應的表觀遺傳機理。調節這些作用的中間分子包括VEGF、BDNF和GDNF。

#### 對内分泌的影響
丙戊酸钠已被發現是一種雄激素受體和孕酮受體的拮抗劑，因此它也是一種非類固醇雄性激素拮抗劑和抗孕激素，但濃度遠低於具有治療效果的水平。此外，丙戊酸钠也被歸類爲一種强效的芳香化酶抑制劑, 并具有抑制雌激素濃度的能力。這些作用很可能和在丙戊酸治療中觀察到的生殖内分泌失調有關。
丙戊酸钠已被發現會通過對組蛋白脫乙醯酶的抑制直接刺激生殖腺的雄激素的生物合成且和女性的高雄激素血症以及男性體内雄烯二酮水平的升高有關。高比例的多囊卵巢綜合症和月經失調已經在接受丙戊酸钠治療的女性中觀察到。

## 过量
过量丙戊酸会导致嗜睡、震顫、昏迷、呼吸抑制、暈厥、癲癇發作、代谢性酸中毒以及死亡。和其他较旧的抗癫痫药苯妥英和卡马西平相比被认为有更低的毒性。通常情况下，在治疗期间，血液丙戊酸浓度范围为20–100 mg/L，但在急性中毒后可能会达到150–1500 mg/L。
所有过量的患者应接受对症治疗。严重中毒时血液透析或血液灌流可有效的帮助药物从体内清除，补充左旋肉碱对高血氨症可能有帮助，对于高危患者可做预防性用药。

## 成藥名稱
商標名稱及製造藥廠如下所示：

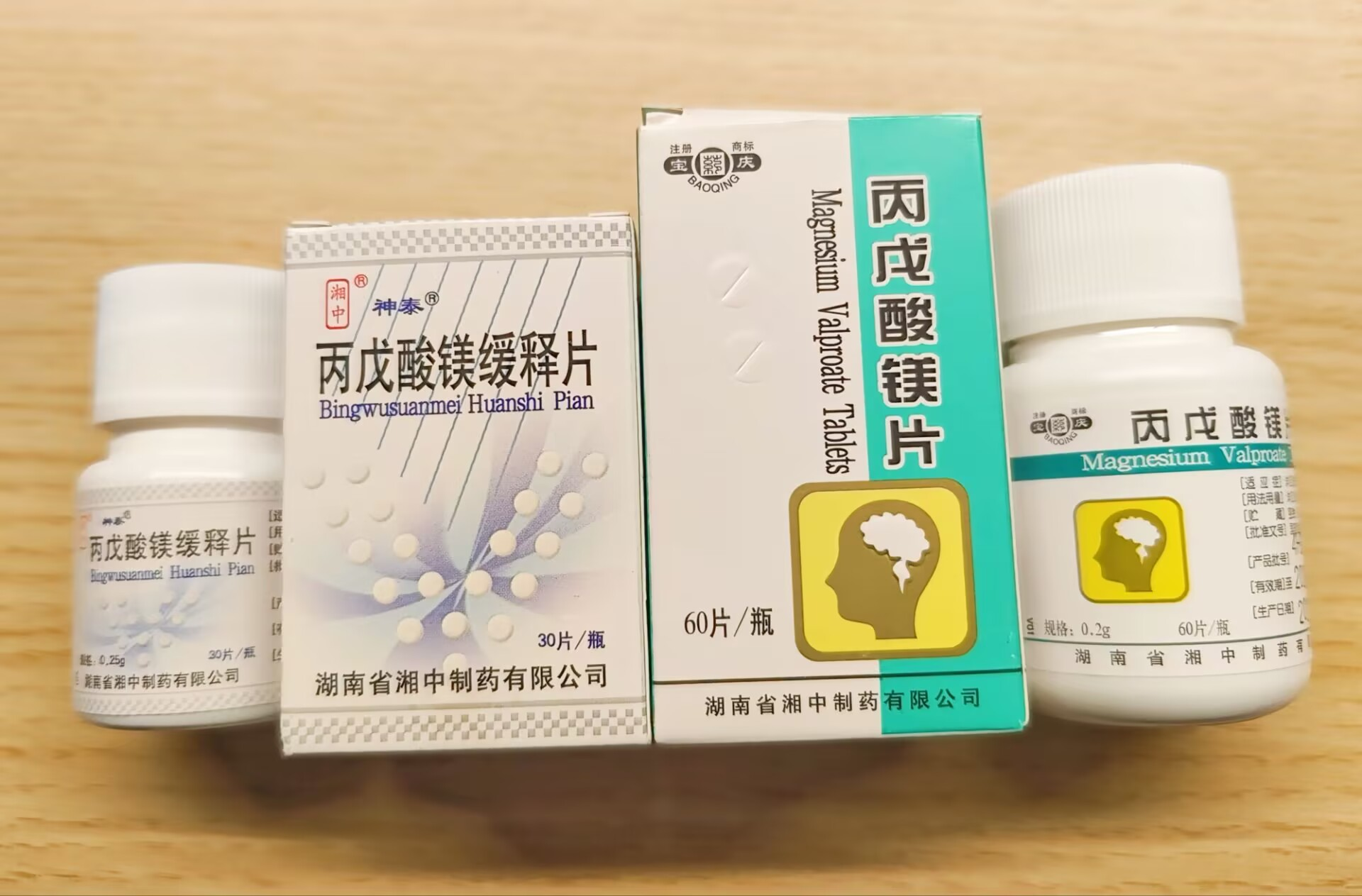
中国大陆生产的丙戊酸镁缓释片及速释片

- Convulex (G.L. Pharma GmbH 奧地利)
- Depakene (美國亞培 美國 & 加拿大)
- Depakine (赛诺菲－安万特 法國)
- Depakine (Sanofi Synthelabo 羅馬尼亞)
- Deprakine (赛诺菲－安万特 芬蘭)
- Encorate (Sun Pharmaceuticals 印度)
- Epival (美國亞培 美國 & 加拿大)
- Epilim (Sanofi Synthelabo 澳大利亞)
- Stavzor (Noven Pharmaceuticals Inc.)
- Valcote (美國雅培 阿根廷)
- 帝拔顛 (賽諾菲溫莎 台灣)
- 德巴金 (赛诺菲 中国大陆)

## 研究
丙戊酸盐的说明书内适应症仅包括各类癫痫及躁狂发作，但多个人体及大鼠研究证明丙戊酸具有抗焦虑作用。

## 延伸閱讀
- T. R. Henry, "The History of Valproate in Clinical Neuroscience." Psychopharmacology bulletin (2003) 37 (Suppl 2):5-16  (More details on history)
- Chateauvieux, S. B.; Morceau, F.; Dicato, M.; Diederich, M. (2010). "Molecular and Therapeutic Potential and Toxicity of Valproic Acid"（页面存档备份，存于）(PDF). Journal of Biomedicine and Biotechnology 2010: 1. doi:10.1155/2010/479364. PMC 2926634. PMID 20798865. edit
- Monti, B.; Polazzi, E.; Contestabile, A. (2009). "Biochemical, molecular and epigenetic mechanisms of valproic acid neuroprotection"（页面存档备份，存于）(PDF). Current molecular pharmacology 2 (1): 95–109. PMID 20021450. edit

## 外部連結
- The Lundbeck Institute Guide to Psychotropics - Valproic acid（页面存档备份，存于）
- mood stabilizers for bipolar disorder
- valproate for bipolar disorder
- The Comparative Toxicogenomics Database:Valproic Acid
- Chemical Land21: Valproic Acid（页面存档备份，存于）
- RXList.com: Depakene (Valproic Acid) (U.S.)
- South African Electronic Package Inserts: Convulex（页面存档备份，存于）
- Med Broadcast.com: Valproic Acid (Canadian)